# 236987 Deustua
236987 Deustua este un asteroid din centura principală de asteroizi.

## Descriere
236987 Deustua este un asteroid din centura principală de asteroizi. A fost descoperit pe 26 august 2008 la La Sagra par l'Observatorio Astronómico de Mallorca. Asteroidul prezintă o orbită caracterizată de o semiaxă mare de 2,41 ua, o excentricitate de 0,21 și o înclinație de 1,3° în raport cu ecliptica.